# Mauritz Stiller
Pour les articles homonymes, voir Stiller.

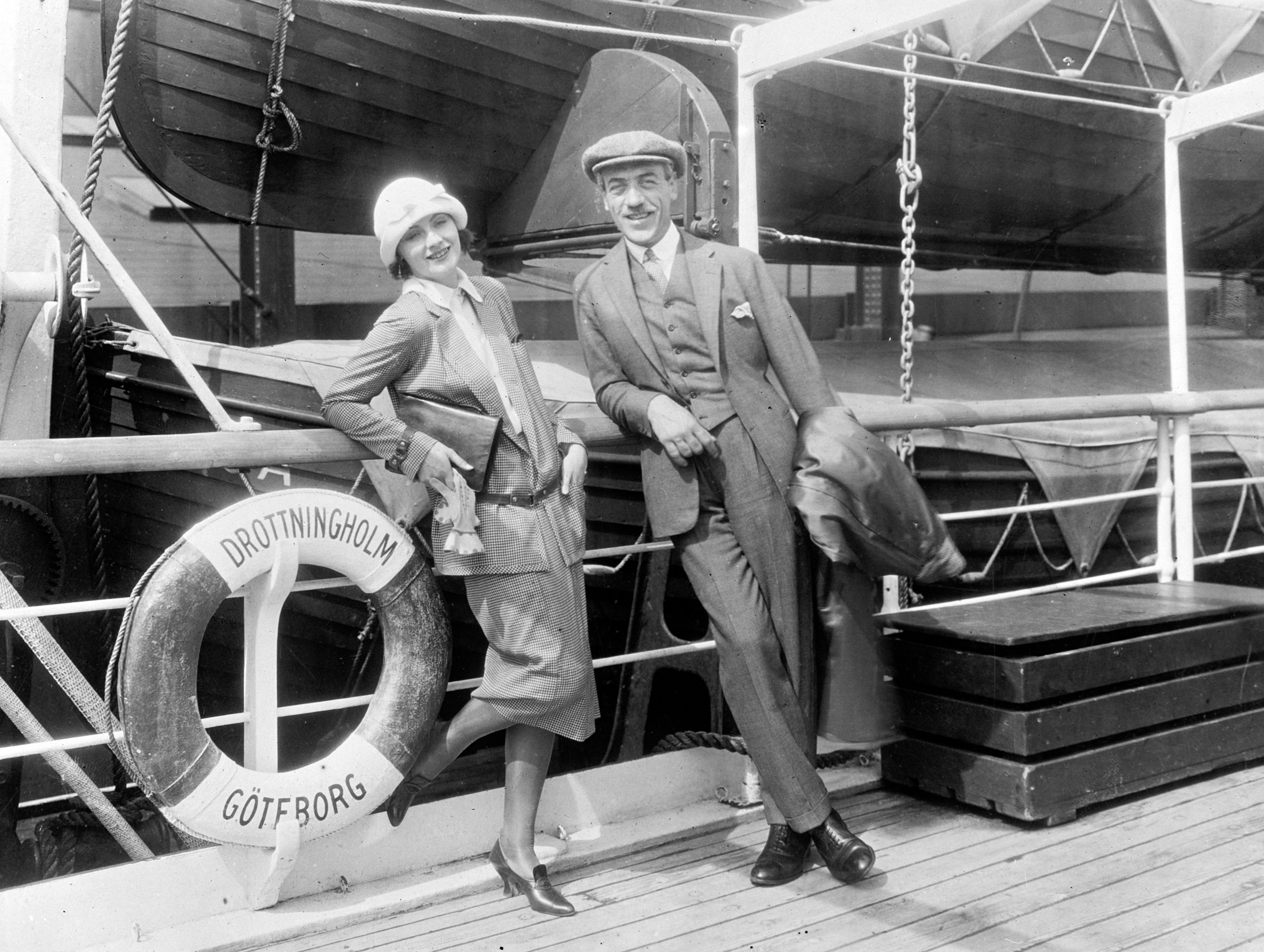
Greta Garbo en compagnie de Mauritz Stiller à bord du Drottningholm en route pour les États-Unis (1925).

Mauritz Stiller, né Moshé Stiller, est un réalisateur, scénariste et acteur suédois, d'origine juive, né le 17 juillet 1883 à Helsingfors (grand-duché de Finlande, Empire russe), et mort le 18 novembre 1928 à Stockholm (Suède).

## Biographie
Né Moshé Stiller dans une famille juive ashkénaze parlant le yiddish et ayant vécu dans la partie polonaise de l'Empire russe, puis en Russie et enfin à Helsingfors, capitale du grand-duché de Finlande (intégré depuis 1809 à l'Empire russe), il perd sa mère qui se suicide lorsqu'il a quatre ans. Il débute dans le théâtre à l'âge de 16 ans à Helsingfors, puis à Åbo ; mais Stiller fuit le service militaire, une nouvelle législation de Nicolas II ayant rendu celui-ci obligatoire pour les jeunes gens juifs du grand-duché, alors qu'ils n'y étaient pas soumis auparavant en tant que population allogène. Il émigre donc en Suède, le suédois, étant la langue de la population éduquée et de celle des villes, dans le grand-duché.
Charles Magnusson l'engage comme acteur de cinéma et réalisateur en 1912 à la Svenska Biograph en même temps que Victor Sjöström. En 1921, il devient sujet suédois.
Il fut le découvreur de Greta Garbo. Il la repéra à l'Académie royale d'art dramatique de Stockholm — le Dramaten —, lui enseigna les techniques cinématographiques et lui confia en 1924 un rôle majeur dans son film La Légende de Gösta Berling (Gösta Berlings saga), d'après Selma Lagerlöf. C'est à cette occasion qu'il changea son nom en Greta Garbo. Le film fut un échec, mais Greta Garbo fut remarquée par le réalisateur autrichien Georg Wilhelm Pabst avec qui elle tourna en 1925 La Rue sans joie.
Mauritz Stiller, appelé par Louis B. Mayer aux États-Unis pour travailler pour la MGM, insista pour que Garbo l'accompagne et qu'on lui donne un contrat. Elle le suivit à Hollywood, mais sa gloire rapide les sépara. Stiller fut licencié par la MGM, mais rejoint quelque temps la Paramount pour diriger l'actrice Pola Negri. En 1927, il retourna en Suède où il mourut d'une pleurésie peu de temps après. Stiller était homosexuel, ce qu'il cacha à cause de l'homophobie de l'époque, particulièrement présente à Hollywood.

## Hommage
Une rétrospective lui est consacrée à la Cinémathèque française en 2017.

## Filmographie

### comme réalisateur
- 1912 : Mère et fille (Mor och dotter)
- 1912 : Les Masques noirs (De svarta maskerna)
- 1912 : Den tyranniske fästmannen
- 1913 : På livets ödesvägar
- 1913 : Den okända
- 1913 : Le Mannequin (Mannekängen)
- 1913 : L'Enfant (Barnet)
- 1913 : Vampyren
- 1913 : Quand l'amour tue (När kärleken dödar)
- 1913 : När larmklockan ljuder
- 1913 : Une querelle de frontière (Gränsfolken)
- 1913 : Den moderna suffragetten
- 1914 : Stormfågeln
- 1914 : Skottet
- 1914 : Det röda tornet
- 1914 : Bröderna
- 1914 : Lorsque la belle-mère gouverne (När svärmor regerar)
- 1914 : För sin kärleks skull
- 1915 : När konstnärer älska
- 1915 : Lekkamraterna
- 1915 : Madame de Thèbes
- 1915 : Hans hustrus förflutna
- 1915 : Le Vengeur (Hämnaren)
- 1915 : Mästertjuven
- 1915 : Minlotsen
- 1915 : Le Poignard (Dolken)
- 1916 : Hans bröllopsnatt
- 1916 : La Broche du bonheur (Lyckonålen)
- 1916 : Amour et Journalisme (Kärlek och journalistik)
- 1916 : Kampen om hans hjärta
- 1916 : Les Ailes (Vingarne)
- 1916 : Balettprimadonnan
- 1917 : Alexandre le Grand (Alexander den store)
- 1917 : Le Meilleur film de Thomas Graal (Thomas Graals bästa film)
- 1918 : Leur premier né (Thomas Graals bästa barn)
- 1919 : Le Chant de la fleur écarlate (Sången om den eldröda blomman)
- 1919 : Le Trésor d'Arne (Herr Arnes pengar)
- 1920 : Fiskebyn
- 1920 : Vers le bonheur (Erotikon)[2]
- 1921 : À travers les rapides (Johan)
- 1921 : Les Émigrés (De landsflyktige)
- 1923 : Le Vieux Manoir (Gunnar Hedes saga)
- 1924 : La Légende de Gösta Berling (Gösta Berlings saga)
- 1926 : La Tentatrice (The Temptress)
- 1927 : Hotel Imperial
- 1927 : Barbed Wire
- 1927 : Confession (en) (The Woman On Trial)
- 1928 : La Rue des péchés (Street of Sin)

### comme scénariste
- 1912 : Den tyranniske fästmannen
- 1912 : Mère et fille (Mor och dotter)
- 1912 : Le Jardinier (Trädgårdsmästaren)
- 1912 : Les Masques noirs (De svarta maskerna)
- 1913 : Den okända
- 1913 : Le Mannequin (Mannekängen)
- 1913 : Vampyren
- 1913 : När kärleken dödar
- 1913 : Livets konflikter
- 1913 : Den moderna suffragetten
- 1914 : Det röda tornet
- 1914 : Bröderna
- 1914 : Kammarjunkaren
- 1914 : Lorsque la belle-mère gouverne (När svärmor regerar)
- 1914 : För sin kärleks skull
- 1915 : Lekkamraterna
- 1915 : Le Poignard (Dolken)
- 1916 : La Broche du bonheur (Lyckonålen)
- 1916 : Kampen om hans hjärta
- 1916 : Les Ailes (Vingarne)
- 1917 : Alexandre le Grand (Alexander den store)
- 1919 : Le Chant de la fleur écarlate (Sången om den eldröda blomman)
- 1919 : Herr Arnes pengar
- 1920 : Vers le bonheur (Erotikon)
- 1921 : À travers les rapides (Johan)
- 1921 : Les Émigrés (De landsflyktige)
- 1923 : Le Vieux Manoir (Gunnar Hedes saga)
- 1924 : La Légende de Gösta Berling (Gösta Berlings saga)

### Comme acteur
- 1912 : Mère et fille (Mor och dotter) : le comte Raoul de Saligny
- 1912 : Le Jardinier : un passager du bateau
- 1912 : Au printemps de la vie (I livets vår) : le lieutenant Plein
- 1914 : Lorsque la belle-mère gouverne (När svärmor regerar) : le pasteur Elias
- 1916 : Les Ailes (Vingarne) : le directeur
- 1926 : La Tentatrice (The Temptress)